# Павленко Раїса Іванівна
Раї́са Іва́нівна Павле́нко (15 січня 1937, с. Гільці Чорнухинського району Полтавської області) — українська бібліотекознавиця, бібліографиня, громадська діячка. Генеральний директор Національної наукової медичної бібліотеки України (2006—2018), Заслужений працівник культури України, повний кавалер ордена княгині Ольги (2001, 2007, 2017).

## Біографія
У 1954 році з Золотою медаллю закінчила середню школу № 1 у м. Хорол Полтавської області.
Протягом 1954–1957 років навчалася на історичному факультеті Київського державного університету ім. Т. Г. Шевченка. Працювала в одному з перших студентських загонів на цілині у 1956 році.
У 1957–1962 pоках навчалася на заочному відділені в Харківському державному бібліотечному інституті.

## Трудова діяльність
Розпочала трудову діяльність бібліотекарем у Республіканській науковій медичній бібліотеці (з 1992 року – Державна наукова медична бібліотека Міністерства охорони здоров’я України) з 1958 року.
1958–1961- бібліотекар відділу обслуговування читачів Республіканської наукової медичної бібліотеки Міністерства охорони здоров'я УРСР.
1961–1964 -старший бібліотекар довідково-реферативного відділу.
1964–1966 -головний бібліотекар відділу бібліографії.
1966–1967 -завідувач відділу мережі медичних бібліотек.
1967–1971 -заступник завідувача відділу бібліографії.
1971–1975 -заступник директора бібліотеки з наукової частини.
1975–2006 -директор бібліотеки
2006-дотепер -генеральний директор бібліотеки

## Громадська діяльність
- Член Української Бібліотечної Асоціації.
- Член ради директорів провідних бібліотек України Асоціації українських бібліотек.
- Член Українського медичного клубу.
- Член Наукового медичного клубу ім. В. В. Фролькіса.
- Член редакційних колегій низки фахових та медичних видань.

## Нагороди
- Орден княгині Ольги І ступеня — 2017 р.
- Орден княгині Ольги  II ступеня — 2007 р.
- Орден княгині Ольги ІІІ ступеня — 2001 р.
- Орден «Трудового Красного Знамени» — 1986 р.
- Медаль «За працю та звитягу в медицині» — 2015 р.
- Медаль імені Єжи Москви (Польща, Варшава) — 2013 р.
- Медаль імені Н. К. Крупської — 1987 р.
- Медаль «Ветеран праці» — 1984 р.
- Медаль «В память 1500-летия Киева» — 1982 р.
- Медаль «За доблестный труд» — 1970 р.
- Значок «Отличнику здравоохранения» — 1970 р.
- Звання «Заслужений працівник культури України»- 1980 р.
- Почесна відзнака Української Бібліотечної Асоціації «За відданість бібліотечній справі» — 2011
- Почесні грамоти Міністерства охорони здоров'я України — 2015 р., 2012 р., 2010 р., 2006 р., 2000 р., 1999 р., 1997 р.
- Почесні грамоти Міністерства культури України — 2010 р., 2006 р[2].

## Праці останніх років
1. Павленко Р. І. Національна наукова медична бібліотека України : 80 років на ниві охорони здоров'я / Р. І. Павленко // Стан та перспективи розвитку системи науково-інформаційного забезпечення медичної галузі України : матеріали Міжнар. наук.-практ. конференції, 19-20 травня 2010 р. — 2011. — C. 7–10.
2. Павленко Р. І. Особистість унікальної ерудиції / Р. Павленко // Анатолий Романенко. Сквозь призму времени (к 85-летию со дня рождения) / сост. : А. М. Сердюк, Д. А. Базыка, Б. А. Ледощук, Ю. Г. Виленский. — Київ : СИК ГРУП УКРАИНА, 2013. — С. 170—171. Анотація: Спогади Р. І. Павленко про співпрацю з А. Ю. Павленко Р. І. Історія давня… і не тільки / Р. І. Павленко // Бібліотеки науково-дослідних інститутів Національної академії медичних наук України та Міністерства охорони здоров'я України. Історія створення та розвитку: іст. нарис / уклад. : С. М. Науменко, З. Т. Тиніна, О. О. Хміль ; Нац. наук. мед. б-ка України. — К., 2014. — С. 4-11.
3. Павленко Р. І. Історія давня… і не тільки / Р. І. Павленко // Бібліотеки науково-дослідних інститутів Національної академії медичних наук України та Міністерства охорони здоров'я України. Історія створення та розвитку: іст. нарис / уклад. : С. М. Науменко, З. Т. Тиніна, О. О. Хміль ; Нац. наук. мед. б-ка України. — К., 2014. — С. 4-11.
4. Павленко Р. І. Фундаментальне дослідження циклу біобібліографічних видань Національної наукової медичної бібліотеки України — «Медицина в Україні. Біобібліографічний словник. Вип. 2. Друга половина ХІХ-початок ХХ століття. Літери Л-С»/ Р. І. Павленко, Т. А. Остапенко // 15 конгрес СФУЛТ, 16-18 жовт. 2014 р., м. Черновці: матеріали / редкол.: С. Нечаїв (голов. ред.) [та ін.]. — Чернівці ; Київ ; Чикаго, 2014. — С. 457—458.
5. Павленко Р. І. Сучасна бібліотека — виклики часу / Р. І. Павленко // Бібліотечні цінності в епоху сучасних інформаційних технологій: матеріали наук.-практ. конф. з міжнар. участю, 14-15 трав. 2015 р. — Київ ; Чернівці, 2015. — С. 23–27.
6. Павленко Р. І. Медична біографістика — один із важливіших напрямків роботи Національної наукової медичної бібліотеки України / Р. Павленко // 6 конгрес південно-східно європейського медичного форуму. 14 з'їзд Всеукраїнського лікарського товариства, 9-12 верес. 2015 р. : матеріали. — Одеса : Видавництво Бартенєва, 2015. — С. 215.
7. Павленко Р. І. Медичні бібліотеки в глобальному інформаційному просторі / Р. І. Павленко // Місія медичних бібліотек в умовах реформування медичної галузі України: матеріали 15 Ювіл. міжнар. наук.-практ. конф., 19-20 трав. 2016 р. — Київ ; Дніпропетровськ, 2016. — С. 7–11.
8. Павленко Р. І. Скарби медичної думки / Р. І. Павленко, С. М. Булах // 16 Конгрес Світової Федерації Українських Лікарських Товариств: матеріали, 18-23 сент. 2016 р. — Одеса, 2016. — С. 289.
9. Павленко Р. І. Участь українських вчених-медиків 20-30 років ХХ ст. у створенні національної медичної термінології / Р. І. Павленко, Т. А. Остапенко, С. М. Булах // 16 Конгрес Світової Федерації Українських Лікарських Товариств : матеріали, 18-23 сент. 2016 р. — Одеса, 2016. — С. 290—292.